# Gabriel Chagas
Gabriel Chagas, właśc. Gabriel Pinheiro Chagas Filho (ur. 7 grudnia 1944 w Rio de Janeiro) – brazylijski brydżysta, World Grand Master (WBF).
Gabriel Chagas jest jedną z 10 osób, które zdobyły potrójną koronę brydżową w kategorii otwartej:
- w roku 1989 zwyciężył (z drużyną Brazylii) w Bermuda Bowl;
- w roku 1976 zwyciężył (z drużyną Brazylii) na Olimpiadzie brydżowej;
- w roku 1990 zwyciężył (razem z Marcelo Castello Branco) w mistrzostwach świata par.

## Wyniki brydżowe

### Olimpiady
Na olimpiadach uzyskał następujące rezultaty:
| Olimpiady Brydżowe. Zawody teamów | Olimpiady Brydżowe. Zawody teamów | Olimpiady Brydżowe. Zawody teamów    | Olimpiady Brydżowe. Zawody teamów | Olimpiady Brydżowe. Zawody teamów | Olimpiady Brydżowe. Zawody teamów |
| Rok                               | Miejsce                           | Zawody                               | Kategoria                         | Drużyna                           | Pozycja                           |
| --------------------------------- | --------------------------------- | ------------------------------------ | --------------------------------- | --------------------------------- | --------------------------------- |
| 2012                              | Lille                             | 2. Olimpiada Sportów Umysłowych      | Seniorzy                          | Brazil                            | 29                                |
| 2008                              | Pekin                             | 1 Olimpiada Sportów Umysłowych       | Open                              | Brazil                            | 9                                 |
| 2004                              | Stambuł                           | 12. Olimpiada Teamów                 | Open                              | Brazil                            | 21                                |
| 2002                              | Salt Lake City                    | 4 Mistrzostwa o Wielką Nagrodę MKOL  | Open                              | Brazil                            | 6                                 |
| 2000                              | Maastricht                        | 11. Olimpiada Brydżowa               | Open                              | Brazil                            | 5                                 |
| 1999                              | Lozanna                           | 2. Mistrzostwa o Wielką Nagrodę MKOL | Open                              | Brazil                            | 2                                 |
| 1998                              | Lozanna                           | 1 Mistrzostwa o Wielką Nagrodę MKOL  | Open                              | Brazil                            | 1                                 |
| 1996                              | Rodos                             | 10. Olimpiada Teamów                 | Open                              | Brazil                            | 19                                |
| 1992                              | Salsomaggiore                     | 9 Olimpiada Teamów                   | Open                              | Brazil                            | 17                                |
| 1988                              | Wenecja                           | 8. Olimpiada Teamów                  | Open                              | Brazil                            | 11                                |
| 1984                              | Seattle                           | 7 Olimpiada Teamów                   | Open                              | Brazil                            | 17                                |
| 1980                              | Valkenburg                        | 6 Olimpiada Teamów                   | Open                              | Brazil                            | 7                                 |
| 1976                              | Monte Carlo                       | 5. Olimpiada Teamów                  | Open                              | Brazil                            | 1                                 |
| 1972                              | Miami Beach                       | 4. Olimpiada Brydżowa                | Open                              | Brazil                            | 16                                |
| 1968                              | Deauville                         | 3. Olimpiada Teamów                  | Open                              | Brazil                            | 23                                |

| Olimpiady Brydżowe. Zawody Indywidualne | Olimpiady Brydżowe. Zawody Indywidualne | Olimpiady Brydżowe. Zawody Indywidualne | Olimpiady Brydżowe. Zawody Indywidualne | Olimpiady Brydżowe. Zawody Indywidualne |
| Rok                                     | Miejsce                                 | Zawody                                  | Kategoria                               | Pozycja                                 |
| --------------------------------------- | --------------------------------------- | --------------------------------------- | --------------------------------------- | --------------------------------------- |
| 2008                                    | Pekin                                   | 1 Olimpiada Sportów Umysłowych          | Open                                    | 26                                      |

### Zawody światowe
W światowych zawodach zdobył następujące lokaty:
| Mistrzostwa Świata. Konkurencja teamów | Mistrzostwa Świata. Konkurencja teamów | Mistrzostwa Świata. Konkurencja teamów                | Mistrzostwa Świata. Konkurencja teamów | Mistrzostwa Świata. Konkurencja teamów | Mistrzostwa Świata. Konkurencja teamów |
| Rok                                    | Miejsce                                | Zawody                                                | Kategoria                              | Drużyna                                | Pozycja                                |
| -------------------------------------- | -------------------------------------- | ----------------------------------------------------- | -------------------------------------- | -------------------------------------- | -------------------------------------- |
| 2014                                   | Sanya                                  | 14. Seria Mistrzostw Świata                           | Miksty                                 | Brock                                  | 49                                     |
| 2014                                   | Sanya                                  | 14. Seria Mistrzostw Świata                           | Open                                   | Weinstein                              | 9                                      |
| 2013                                   | Nusa Dua                               | 41. Mistrzostwa Świata Teamów                         | Trans                                  | Pellegrini                             | 52                                     |
| 2013                                   | Nusa Dua                               | 41. Mistrzostwa Świata Teamów                         | Open                                   | Brazil                                 | 15                                     |
| 2012                                   | Lille                                  | 5. Otwarte Mistrzostwa Świata Teamów Mikstowych       | Miksty                                 | Chagas                                 | 28                                     |
| 2011                                   | Veldhoven                              | 40. Mistrzostwa Świata Teamów                         | Trans                                  | Brazil Open                            | 52                                     |
| 2011                                   | Veldhoven                              | 40. Mistrzostwa Świata Teamów                         | Open                                   | Brazil                                 | 16                                     |
| 2010                                   | Filadelfia                             | 13. Seria Mistrzostw Świata                           | Open                                   | Pinot Noir                             | 33                                     |
| 2010                                   | Filadelfia                             | 13. Seria Mistrzostw Świata                           | Miksty                                 | Chagas                                 | 21                                     |
| 2009                                   | São Paulo                              | 39 Mistrzostwa Świata Teamów                          | Open                                   | Brazil                                 | 17                                     |
| 2009                                   | São Paulo                              | 39. Mistrzostwa Świata Teamów                         | Trans                                  | Brazil                                 | 5                                      |
| 2009                                   | Santiago                               | 59. Mistrzostwa CSB                                   | Open                                   | Brazil                                 | 3                                      |
| 2008                                   | Pekin                                  | 1. Olimpiada Sportów Umysłowych                       | Miksty                                 | Chagas                                 | 9                                      |
| 2007                                   | Szanghaj                               | 38. Mistrzostwa Świata Teamów                         | Trans                                  | Hussein–Chagas                         | 31                                     |
| 2007                                   | Szanghaj                               | 38 Mistrzostwa Świata Teamów                          | Open                                   | Brazil                                 | 9                                      |
| 2006                                   | Werona                                 | 12 Mistrzostwa Świata                                 | Open                                   | Chagas                                 | 9                                      |
| 2005                                   | Estoril                                | 37. Mistrzostwa Świata Teamów                         | Trans                                  | Zia                                    | 21                                     |
| 2005                                   | Estoril                                | 37 Mistrzostwa Świata Teamów                          | Open                                   | Brazil                                 | 5                                      |
| 2004                                   | Stambuł                                | 3. Transnarodowe Mistrzostwa Świata Teamów Mikstowych | Miksty                                 | Chagas                                 | 24                                     |
| 2003                                   | Monte Carlo                            | 36. Mistrzostwa Świata Teamów                         | Trans                                  | Miroglio                               | 21                                     |
| 2003                                   | Monte Carlo                            | 36 Mistrzostwa Świata Teamów                          | Seniorzy                               | Brazil/Argentina                       | 9                                      |
| 2002                                   | Montreal                               | 11. Mistrzostwa Świata                                | Open                                   | Chagas                                 | 33                                     |
| 2001                                   | Paryż                                  | 35 Mistrzostwa Świata Teamów                          | Open                                   | Brazil                                 | 16                                     |
| 2001                                   | Paryż                                  | 35. Mistrzostwa Świata Teamów                         | Trans                                  | Brachman                               | 1                                      |
| 2000                                   | Southampton                            | 34 Mistrzostwa Świata Teamów                          | Open                                   | Brazil                                 | 2                                      |
| 1998                                   | Lille                                  | 10 Mistrzostwa Świata                                 | Open                                   | Chagas                                 | 2                                      |
| 1997                                   | Hammamet                               | 33 Mistrzostwa Świata Teamów                          | Open                                   | Brazil                                 | 9                                      |
| 1995                                   | Pekin                                  | 32 Mistrzostwa Świata Teamów                          | Open                                   | Brazil                                 | 9                                      |
| 1993                                   | Santiago                               | 31. Mistrzostwa Świata Teamów                         | Open                                   | Brazil                                 | 3                                      |
| 1991                                   | Jokohama                               | 30. Mistrzostwa Świata Teamów                         | Open                                   | Brazil                                 | 4                                      |
| 1989                                   | Perth                                  | 29. Mistrzostwa Świata Teamów                         | Open                                   | Brazil                                 | 1                                      |
| 1987                                   | Ocho Rios                              | 28. Mistrzostwa Świata Teamów                         | Open                                   | Brazil                                 | 8                                      |
| 1986                                   | Miami Beach                            | 7. Mistrzostwa Świata                                 | Open                                   | Chagas                                 | 25                                     |
| 1983                                   | Sztokholm                              | 26 Mistrzostwa Świata Teamów                          | Open                                   | Brazil                                 | 9                                      |
| 1982                                   | Biarritz                               | 6 Mistrzostwa Świata                                  | Open                                   | Chagas                                 | 45                                     |
| 1979                                   | Rio de Janeiro                         | 24. Mistrzostwa Świata Teamów                         | Open                                   | Brazil                                 | 6                                      |
| 1978                                   | Nowy Orlean                            | 5 Mistrzostwa Świata                                  | Open                                   | Chagas                                 | 2                                      |
| 1976                                   | Monte Carlo                            | 22. Mistrzostwa Świata Teamów                         | Open                                   | Brazil                                 | 4                                      |
| 1975                                   | Southampton                            | 21. Mistrzostwa Świata Teamów                         | Open                                   | Brazil                                 | 5                                      |
| 1974                                   | Wenecja                                | 20 Mistrzostwa Świata Teamów                          | Open                                   | Brazil                                 | 3                                      |
| 1973                                   | Guarujá                                | 19 Mistrzostwa Świata Teamów                          | Open                                   | Brazil                                 | 3                                      |
| 1971                                   | Tajpej                                 | 18. Mistrzostwa Świata Teamów                         | Open                                   | Brazil                                 | 5                                      |
| 1970                                   | Sztokholm                              | 17. Mistrzostwa Świata Teamów                         | Open                                   | Brazil                                 | 4                                      |
| 1969                                   | Rio de Janeiro                         | 16 Mistrzostwa Świata Teamów                          | Open                                   | Brazil                                 | 5                                      |

| Mistrzostwa Świata. Konkurencja par | Mistrzostwa Świata. Konkurencja par | Mistrzostwa Świata. Konkurencja par | Mistrzostwa Świata. Konkurencja par | Mistrzostwa Świata. Konkurencja par | Mistrzostwa Świata. Konkurencja par |
| Rok                                 | Miejsce                             | Zawody                              | Kategoria                           | Partner                             | Pozycja                             |
| ----------------------------------- | ----------------------------------- | ----------------------------------- | ----------------------------------- | ----------------------------------- | ----------------------------------- |
| 2014                                | Sanya                               | 14. Seria Mistrzostw Świata         | Open                                | Howard Weinstein                    | 78                                  |
| 2014                                | Sanya                               | 14. Seria Mistrzostw Świata         | Miksty                              | Leda Pain                           | 52                                  |
| 2010                                | Filadelfia                          | 13. Mistrzostwa Świata              | Open                                | Alain Levy                          | 130                                 |
| 2010                                | Filadelfia                          | 13. Mistrzostwa Świata              | Miksty                              | Leda Pain                           | 48                                  |
| 2009                                | Santiago                            | 59. Mistrzostwa CSB                 | Open                                | Mauricio Figueiredo                 | 3                                   |
| 2006                                | Werona                              | 12 Mistrzostwa Świata               | Miksty                              | Leda Pain                           | 358                                 |
| 2006                                | Werona                              | 12. Mistrzostwa Świata              | Open IMP                            | Miguel Villas Boas                  | 24                                  |
| 2006                                | Werona                              | 12. Mistrzostwa Świata              | Open                                | Miguel Villas Boas                  | 83                                  |
| 2002                                | Montreal                            | 11. Mistrzostwa Świata              | Open                                | Diego Brenner                       | 3                                   |
| 2002                                | Montreal                            | 11. Mistrzostwa Świata              | Miksty                              | Catherine Multon                    | 212                                 |
| 1998                                | Lille                               | 10 Mistrzostwa Świata               | Open                                | Marcelo Castello Branco             | 11                                  |
| 1998                                | Lille                               | 10 Mistrzostwa Świata               | Miksty                              | Sun Ming                            | 27                                  |
| 1994                                | Albuquerque                         | 9 Mistrzostwa Świata                | Open                                | Marcelo Castello Branco             | 26                                  |
| 1990                                | Genewa                              | 8. Mistrzostwa Świata               | Open                                | Marcelo Castello Branco             | 1                                   |
| 1990                                | Genewa                              | 8. Mistrzostwa Świata               | Miksty                              | Lynn Deas                           | 4                                   |
| 1986                                | Miami Beach                         | 7. Mistrzostwa Świata               | Open                                | Marcelo Castello Branco             | 5                                   |
| 1982                                | Biarritz                            | 6. Mistrzostwa Świata               | Miksty                              | Agota Mandelot                      | 37                                  |
| 1982                                | Biarritz                            | 6. Mistrzostwa Świata               | Open                                | Roberto Mello                       | 3                                   |

| Mistrzostwa Świata. Konkurencja indywidualna | Mistrzostwa Świata. Konkurencja indywidualna | Mistrzostwa Świata. Konkurencja indywidualna | Mistrzostwa Świata. Konkurencja indywidualna | Mistrzostwa Świata. Konkurencja indywidualna | Mistrzostwa Świata. Konkurencja indywidualna |
| Rok                                          | Miejsce                                      | Zawody                                       | Kategoria                                    | Pozycja                                      |                                              |
| -------------------------------------------- | -------------------------------------------- | -------------------------------------------- | -------------------------------------------- | -------------------------------------------- | -------------------------------------------- |
| 2004                                         | Werona                                       | 6. Indywidualne Mistrzostwa Świata           | Open                                         | 23                                           |                                              |
| 1998                                         | Ajaccio                                      | 4. Indywidualne Mistrzostwa Świata           | Open                                         | 4                                            |                                              |
| 1994                                         | Paryż                                        | 2. Indywidualne Mistrzostwa Świata           | Open                                         | 6                                            |                                              |

### Zawody europejskie
W europejskich zawodach zdobył następujące lokaty:
| Zawody europejskie. Konkurencja teamów | Zawody europejskie. Konkurencja teamów | Zawody europejskie. Konkurencja teamów | Zawody europejskie. Konkurencja teamów | Zawody europejskie. Konkurencja teamów | Zawody europejskie. Konkurencja teamów |
| Rok                                    | Miejsce                                | Zawody                                 | Kategoria                              | Drużyna                                | Pozycja                                |
| -------------------------------------- | -------------------------------------- | -------------------------------------- | -------------------------------------- | -------------------------------------- | -------------------------------------- |
| 2003                                   | Mentona                                | 1. Otwarte Mistrzostwa Europy          | Miksty                                 | Chagas                                 | 9                                      |
| 2003                                   | Mentona                                | 1. Otwarte Mistrzostwa Europy          | Open                                   | Chagas                                 | 3                                      |

| Zawody europejskie. Konkurencja par | Zawody europejskie. Konkurencja par | Zawody europejskie. Konkurencja par | Zawody europejskie. Konkurencja par | Zawody europejskie. Konkurencja par | Zawody europejskie. Konkurencja par |
| Rok                                 | Miejsce                             | Zawody                              | Kategoria                           | Partner                             | Pozycja                             |
| ----------------------------------- | ----------------------------------- | ----------------------------------- | ----------------------------------- | ----------------------------------- | ----------------------------------- |
| 2003                                | Mentona                             | 1. Otwarte Mistrzostwa Europy       | Open                                | Diego Brenner                       | 259                                 |
| 2003                                | Mentona                             | 1. Otwarte Mistrzostwa Europy       | Mikst                               | Leda Pain                           | 23                                  |

## Klasyfikacja
- Gabriel Chagas – klasyfikacja WBF (ang.)